# Chihayaakasaka (Osaka)
Chihayaakasaka (千早赤阪村 Chihayaakasaka-mura?) es una villa localizada en la prefectura de Osaka, Japón. En agosto de 2019 tenía una población estimada de 4.941 habitantes y una densidad de población de 132 personas por km². Su área total es de 37,30 km².

## Geografía

### Localidades circundantes
- Prefectura de Osaka
  - Tondabayashi
  - Kawachinagano
  - Kanan
- Prefectura de Nara
  - Gojō
  - Gose

## Demografía
Según datos del censo japonés, la población de Chihayaakasaka ha disminuido en los últimos años.
| Año del censo | Población |
| ------------- | --------- |
| 1995          | 7.459     |
| 2000          | 6.968     |
| 2005          | 6.538     |
| 2010          | 6.015     |
| 2015          | 5.378     |